# Банк Рима
Банк Рима (итал. Banco di Roma) — итальянский банк, основанный в Риме в 1880 году. До 1992 год он как один из трёх банков национального значения (наравне с Banca Commerciale Italiana и Credito Italiano) контролировался Институтом реконструкции индустрии (IRI). В 1992 году был объединён с банками Banco di Santo Spirito и Cassa di Risparmio di Roma в новый банк Unicredit Banca di Roma. В свою очередь, Banca di Roma стал материнской компанией для Capitalia и в 2007 году стал частью финансовой компании UniCredit.

## История

### Католический банк
Банк Рима основан 9 марта 1880 года по инициативе римских аристократов, в период стремительного экономического роста Рима, который стал столицей Королевства Италия. В римском офисе нотариуса Сципионе Вичи встретились принц Сигизмондо Джустиниано Бандини, герцог Бомарцо Франческо Боргезе и Маркиз Джулио Меренги, учредив Банк Рима с капиталом в размере 6 млн. лир, который позже вырос до 20 млн. лир. Первым президентом был избран принц Плачидо Габриэлли, один из основных акционеров.
Изначально образованный как местное учреждение и возглавляемый президентом Эрнесто Пачелли, Банк Рима демонстрировал свои намерения выйти на международный уровень. За первые десятилетия работы в XX веке, с 1901 по 1914 годы филиалы открылись по всей Италии и за границей: 2 января 1901 года в Генуе, в ноябре того же года — в Турине, 22 января 1902 года — в Париже, 4 октября 1906 года — в Валлетте (Мальта), 18 декабря 1909 — в Неаполе, 15 января 1910 — в Барселоне, 18 ноября того же года — во Флоренции. Расширению деятельности Банка Рима препятствовали банки Banca Commerciale Italiana и Credito Italiano, поэтому Банк Рима сделал ставку на Средиземноморье, особенно на Ливию (это должно было спасти банк из-за нестабильности и риска экспроприации после начала войны с Турцией за Ливию).
Для расширения деятельности в Италии банк увеличил свой капитал, вследствие чего доля римской знати в уставном капитале снизилась в пользу католического банка Credito Nazionale, финансируемого самим Банком Рима. В 1914 году из-за убытков произошла девальвация капитала, и выйти из кризиса Банку Рима помог Банк Италии.

### Национализация
В 1921 году банк оказался в кризисе из-за огромной задолженности перед Банком Италии. Правительство и центральный банк провели рефинансирование Банка Рима, опасаясь, что банк может обанкротиться после того, как лопнул Banca Italiana di Sconto. В 1923 году после прихода к власти фашистов банк был передан обществу Società Nazionale Mobiliare, 26% которого контролировались организацией Consorzio Sovvenzioni, а ещё 26% — банками Banca Commerciale Italiana (Итальянский коммерческий банк) и Credito Italiano (банк Итальянского кредита). В период Великой депрессии правительство, скупив акции Банка Рима, спасло его от очередного банкротства.
В 1933 году Институт ликвидации (итал. Istituto di Liquidazioni), называвшийся до 1926 года Consorzio Sovvenzioni, был поглощён государственным Институтом реконструкции индустрии (IRI), который стал контролировать не только банк Рима, но и банки Credito и Commerciale. В 1934 году началась общая реорганизация национальной банковской системы Италии, а с 1937 года Банк Рима стал классифицироваться как «банк национального значения» или «банк национальных интересов» (итал. banca di interesse nazionale).
На момент начала Второй мировой войны президентом банка был Феличе Гварнери, и Банк Рима насчитывал множество филиалов как в самой Италии, так и её колониях (Средиземное море, Восточная Африка) и странах Ближнего Востока и Средиземноморья. Расширение банка возобновилось в послевоенные годы с учреждением Mediobanca (Банк кредитования и финансирования, он же Медиобанк), и продолжилось в 1950-е и 1960-е как в Италии, так и за её пределами: к 1969 году банк насчитывал около 250 отделений в Италии и 28 за границей, в том числе имел представительства в Нью-Йорке, Франкфурте-на-Майне, Лондоне и Буэнос-Айресе.
Банк занимался кредитованием внешней торговли, будучи связанными с итальянскими промышленными монополиями Монтекатини, Пирелли, Сниа-Вискоза и др. По состоянию на 1967 год 97% акций банка Рима принадлежало IRI. Международная деятельность банка Рима расширилась благодаря соглашению о сотрудничестве «Europartners», которое подписали Commerzbank, Crédit Lyonnais и Banco Hispano Americano, а также открытию филиалов от Северной Америки до Дальнего Востока; также банк поддерживался Ватиканом.
В 1991 году начался процесс объединения банков: 1 августа 1992 года Банк Рима прекратил существование, вместо него был создан новый римский банк Banca di Roma. Бельгийское дочернее предприятие, Banco di Roma (Belgio) S. A., было выкуплено в 1992 году банком Monte dei Paschi di Siena; с 1989 года Банк Рима владел 30% акциями бельгийского банка.

## Президенты Банка Рима

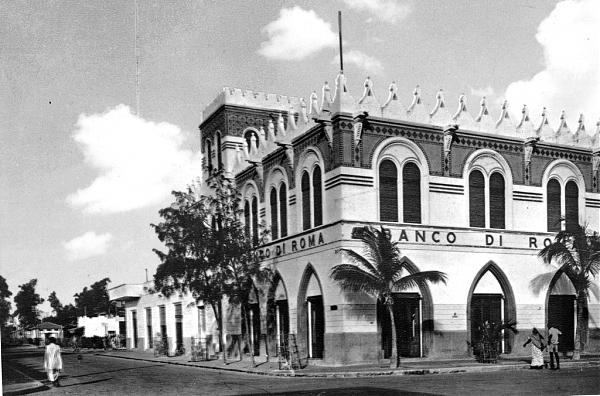
Отделение Банка Рима в Могадишо (Эфиопия)

- 1880—1885: Плачидо Габриэлли[итал.]
- 1885—1887: Франческо Боргезе (комиссар)
- 1887—1888: Франческо Боргезе
- 1889—1891: Камилло Роспильози
- 1891—1891: Луиджи Бонкомпаньи Людовизи[итал.]
- 1891—1903: Эдоардо Содерини[итал.]
- 1903—1915: Эрнесто Пачелли
- 1916—1923: Карло Сантуччи[итал.]
- 1923—1928: Франческо Бонкомпаньи Людовизи[итал.]
- 1928—1935: Антонио Стефано Бенни[итал.]
- 1935—1940: Антонио Пезенти
- 1940—1944: Феличе Гуарнери[итал.]
- 1944—1944: Аугусто Де Марсаник[итал.]
- 1944—1945: Альберто Теодоли (комиссар)
- 1945—1945: Уго Фосколо (комиссар)
- 1945—1945: Джорджо Дзамбруно (комиссар)
- 1945—1959: Костантино Брешиани Туррони[итал.]
- 1959—1961: Уго Фосколо
- 1961—1976: Витторино Веронезе[итал.]
- 1976—1980: Леопольдо Медуньо
- 1980—1982: Джованни Гвиди
- 1983—1988: Ромео Далла Кьеза
- 1989—1992: Антонио Дзурдзоло